# Thunes mekaniske verksted
Koordinaten: 59° 55′ N, 10° 41′ O

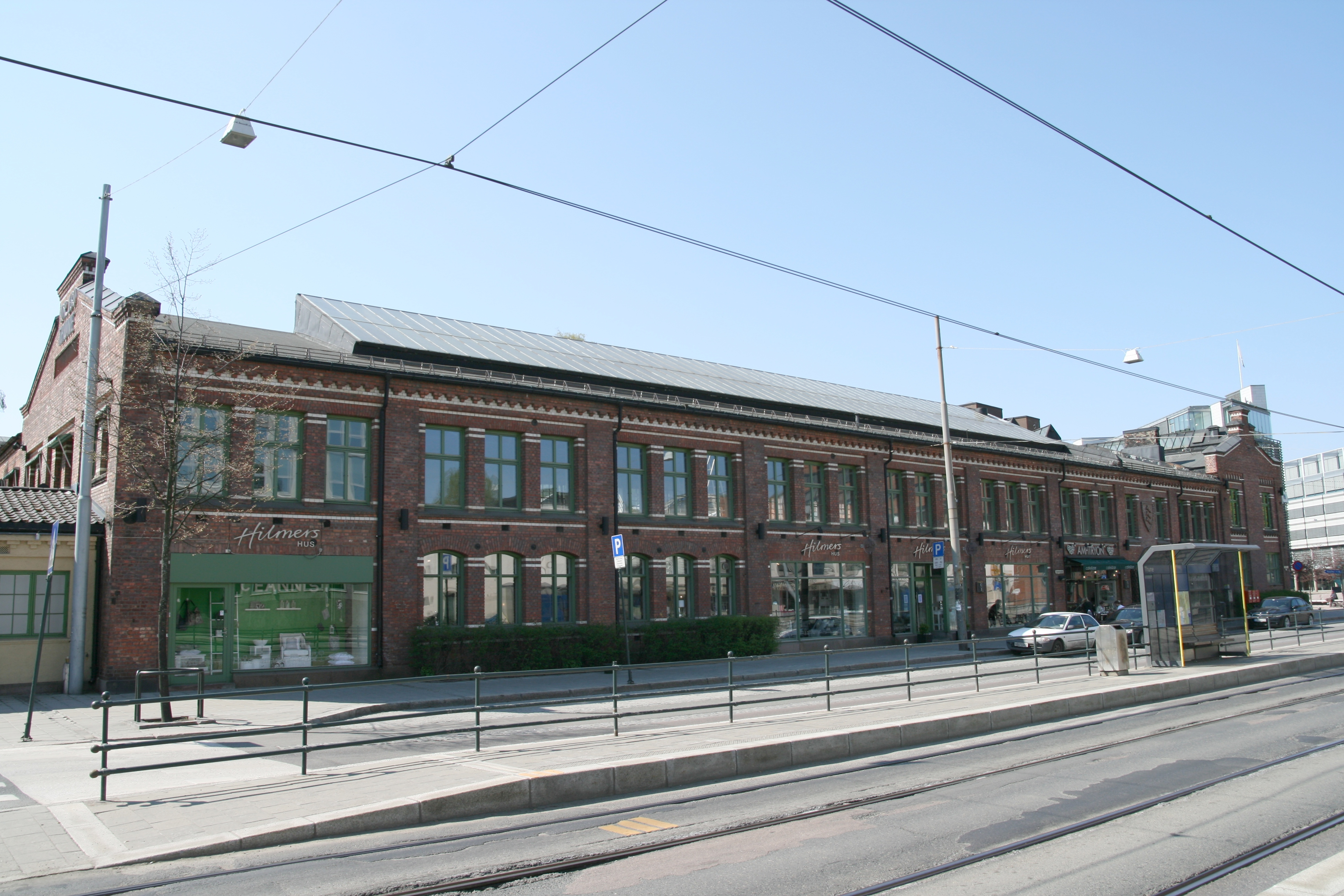
Ein Teil des Werkstätten von Thune am Drammensveien in Oslo. Die Gebäude werden heute als Büros und Boutiquen verwendet

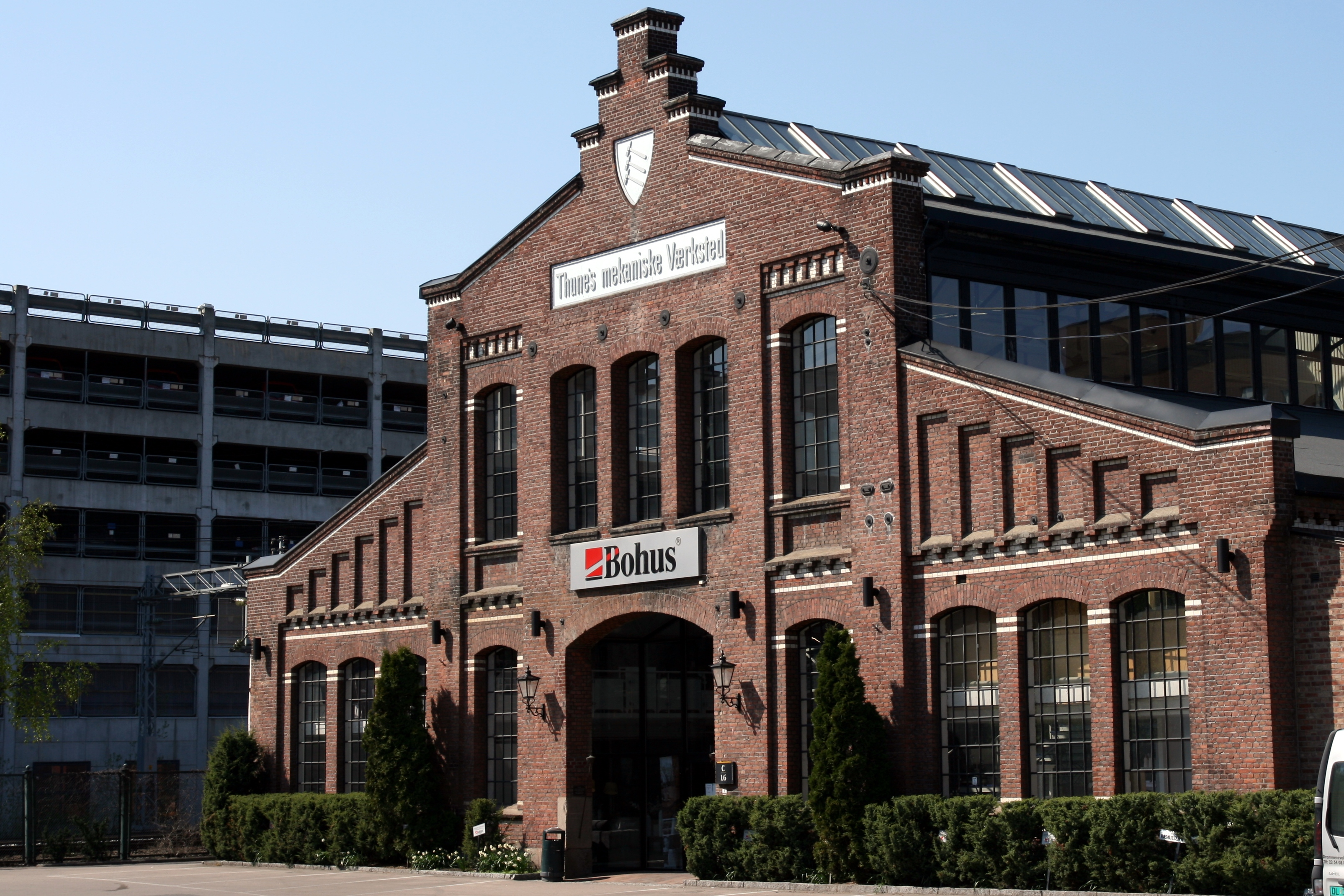
Ehemalige Kesselschmiede, heute Möbelladen und Büros

Thunes mekaniske verksted war ein norwegischer Industriebetrieb in Oslo, der unter anderem Lokomotiven herstellte.

## Geschichte
Das Unternehmen hat seine Wurzeln in der Schmiede, die von Anders Paulsen Thune 1815 in Drammen gegründet wurde.
Sein Sohn Halvor Thune übernahm die Firma und zog 1851 nach Christiania. 1870 waren die Werkstätten im Ruseløkkveien. 1871 übernahm Andreas Lauritz Thune, der Enkel des Gründers, die Firma. Die Produktion wurde unter seiner Führung erheblich erweitert und modernisiert. Andreas Thune verlegte die Werkstätten zum Munkedamsveien (am Westbahnhof). Dort begann er mit der Produktion von Mähdreschern und später von Dampfmaschinen und Lokomotiven.
Schließlich wurden die Räumlichkeiten im Munkedamsveien zu klein für die industrielle Produktion in großem Maßstab. Weil dies im Zentrum der Stadt war, war es schwierig, zu erweitern. Stattdessen erwarb Thune Eigentum in Skøyen in Aker, damals eine ländliche Gemeinde außerhalb von Christiania. Überdies verfügte Skøyen über einen Bahnhof. Thune zog 1901 nach Skøyen um und alle Fertigungsaktivitäten am Munkedamsveien wurden im Laufe des Jahres 1903 eingestellt. In Skøyen begann die Werkstatt mit der Produktion von Turbinen und Lokomotiven.
Thune hatte in den 1950er Jahren etwa sechshundert Arbeiter. 1969 fusionierte das Unternehmen mit Eureka Mekaniske Værksted zu Thune-Eureka. Die Fertigungsstätten wurden 1976 nach Tranby verlegt. Der Name Thune verschwand ganz, als Thune-Eureka von Kværner gekauft wurde, das neu unter dem Namen Kvaerner Eureka firmierte. Die alten Produktionshallen  beherbergen Büros, Restaurants und Geschäfte. Vor Ort ist das Gebiet noch als Thune bekannt.

## Neugründung von Thune
Der Name Thune erschien in Hamar in den 1990er Jahren wieder, als Thune maskine in Hamar wieder aus dem Kvaerner-Konzern herausgekauft wurde. Das Unternehmen ist heute in der mechanischen Fertigung für Industrie- und Offshore-Produkte aktiv. Darüber hinaus handelt Thune mit Produkten für die Ausrüstung von Krankenhäusern. Thune Produkter AS hatte 2013 40 Mitarbeiter.

## Lokomotivproduktion
Zwischen 1901 und 1920 lieferten Thune und Hamar Jernstøberi rund 250 Lokomotiven an die Staatsbahn, einschließlich Dampflokomotiven der Typen NSB Type 21, NSB Type 22, NSB Type 23, NSB Type 24, NSB Type 25, NSB Type 26, NSB Type 27, NSB Type 30, NSB Type 31, NSB Type 33, NSB Type 40 und NSB Type 45.
Ab 1920 arbeiteten beide Werke als Norsk Maskin Industri zusammen. Dieses Konsortium wurde Hauptlieferant von Lokomotiven für die norwegischen Eisenbahngesellschaften.
Höhepunkt der Dampflokomotiv-Produktion waren die so genannten Dovregubbene (NSB Type 49), die zusammen mit Hamar Jernstøberi gebaut wurden. Thune und Hamar lieferten fünf dieser Lokomotiven zwischen 1935 und 1941. Wegen des Zweiten Weltkrieges wurde die Produktion des Typs 49 eingestellt, vier im Bau befindliche Lokomotiven wurden nicht fertiggestellt.
Thune baute zudem den mechanischen Teil einer Reihe von NSB-Elektrolok-Typen: NSB El 1, NSB El 2, NSB El 3, NSB El 4, NSB El 5, NSB El 8, NSB El 9, NSB El 10, NSB El 11, NSB El 13, NSB El 14, NSB El 15 und NSB El 16. Die Diesellokomotive vom Typ NSB Di 2 wurde von Thune in 48 Exemplaren gebaut.